# Dean Cook
Dean Cook (Reino Unido, 3 de julio de 1985) es un actor británico, conocido por haber interpretado a Gregory Sackville‑Bagg en la película El pequeño vampiro (2000).

## Biografía
Dean Cook nació el 3 de julio de 1985 en Reino Unido.

## Carrera
Participó desde niño en cine y televisión. Se hizo principalmente conocido por interpretar a Gregory, el hermano mayor de Rudolph, en la película El pequeño vampiro.

## Filmografía
- 1997 – Highlander – Joven Max Leiner[2]
- 1999 – Toy Boys – Arthur[2]
- 1999 – Plunkett & Macleane[2]
- 2000 – El pequeño vampiro – Gregory Sackville‑Bagg[1][2]
- 2000 – The Queen's Nose – Dan (6 episodios)[2]
- 2002 – The Bill (1 episodio)[2]
- 2004 – Powers (1 episodio)[2]